# Pasiphaea princeps
Pasiphaea princeps är en kräftdjursart. Pasiphaea princeps ingår i släktet Pasiphaea och familjen Pasiphaeidae. Inga underarter finns listade i Catalogue of Life.